# William Leslie (attore)
William Leslie, noto anche con lo pseudonimo di Bill Leslie (Seagraves, 27 maggio 1925 – Apple Valley, 19 dicembre 2005), è stato un attore statunitense.

## Biografia
Nativo del Texas, studiò all'Università del Colorado. Durante la seconda guerra mondiale prestò servizio nella United States Navy per tre anni. Al cinema debuttò come attore nel 1952, comparendo in venticinque film (perlopiù di genere western e bellico) sino al 1965, e in televisione apparve in una ventina di serie dal 1955 fino al 1967, anno del suo ritiro. 
Nel 1962 doveva essere il protagonista (nel ruolo di Bill Martin) di una serie della CBS intolata Little Amy, accanto a Debbie McGowan, sulle vicende di una turbolenta bambina di nove anni incline a mettersi nei guai, ma dopo avere girato l'episodio pilota il progetto venne accantonato. Dopo un lungo periodo di silenzio, ricomparve nel 2001 come voce narrante negli episodi della serie The Prosecutors: In Pursuit of Justice. Sposato con Marjorie Wilson, ebbe da lei due figli. Muore nel dicembre del 2005 all'età di 80 anni.

## Filmografia

### Cinema
- Scorching Fury, regia di Rick Freers (1952)
- Operazione Corea (Flight Nurse), regia di Allan Dwan (1953)
- Eternamente femmina (Forever Female), regia di Irving Rapper (1954)
- Il figlio di Kociss (Taza, Son of Cochise), regia di Douglas Sirk (1954)
- Ragazze audaci (Playgirl), regia di Joseph Pevney (1954)
- Bolide rosso (Johnny Dark), regia di George Sherman (1954)
- Magnifica ossessione (Magnificent Obsession), regia di Douglas Sirk (1955)
- La lunga linea grigia (The Long Gray Line), regia di John Ford (1955)
- Quando una ragazza è bella (Bring Your Smile Along), regia di Blake Edwards (1955)
- Ape regina (Queen Bee), regia di Ranald MacDougall (1955)
- Posto di combattimento (Battle Stations), regia di Lewis Seiler (1956)
- La figlia del capo indiano (The White Squaw), regia di Ray Nazarro (1956)
- 7º Cavalleria (7th Cavalry), regia di Joseph H. Lewis (1956)
- L'ombra alla finestra (The Shadow on the Window), regia di William Asher (1957)
- Le pantere dei mari (Hellcats of the Navy), regia di Nathan Juran (1957)
- The Night the World Exploded, regia di Fred F. Sears (1957)
- Off Limits - Proibito ai militari (Operation Mad Ball), regia di Richard Quine (1957)
- Cowboy, regia di Delmer Daves (1958)
- Ritorno a Warbow (Return to Warbow), regia di Ray Nazarro (1958)
- Crimine silenzioso (The Lineup), regia di Don Siegel (1958)
- Il cavaliere solitario (Buchanan Rides Alone), regia di Budd Boetticher (1958)
- L'ultimo urrà (The Last Hurrah), regia di John Ford (1958)
- Andy Hardy Comes Home, regia di Howard W. Koch (1958)
- Quota periscopio (Up Periscope), regia di Gordon Douglas (1959)
- Soldati a cavallo (The Horse Soldiers), regia di John Ford (1959)
- Ucciderò alle sette (The Couch), regia di Owen Crump (1962)
- Ammutinamento nello spazio (Mutiny in Outer Space), regia di Hugo Grimaldi (1965)

### Televisione
- Damon Runyon Theater – serie TV, episodio 2x08 (1955)
- Jungle Jim – serie TV, un episodio (1955)
- The Ford Television Theatre – serie TV, 5 episodi (1955-1957)
- Le avventure di Rin Tin Tin (The Adventures of Rin Tin Tin) – serie TV, un episodio (1956)
- Celebrity Playhouse – serie TV, episodi 1x26-1x32 (1956)
- Crossroads – serie TV, un episodio (1956)
- Playhouse 90 – serie TV, un episodio (1957)
- The George Sanders Mystery Theater – serie TV, un episodio (1957)
- Casey Jones – serie TV, un episodio (1957)
- Papà ha ragione (Father Knows Best) – serie TV, un episodio (1957)
- Furia (Fury) – serie TV, 2 episodi (1958-1959)
- The Lineup – serie TV, 3 episodi (1959)
- Wichita Town – serie TV, episodio 1x22 (1960)
- Men Into Space – serie TV, un episodio (1960)
- Dan Raven – serie TV, un episodio (1960)
- Io e i miei tre figli (My Three Sons) – serie TV, episodio 1x30 (1961)
- Tales of Wells Fargo – serie TV, un episodio (1961)
- Shannon – serie TV, un episodio (1962)
- Il dottor Kildare (Dr. Kildare) – serie TV, episodio 1x26 (1962)
- Hawaiian Eye – serie TV, episodio 4x16 (1963)
- The Donna Reed Show – serie TV, un episodio (1963)
- Combat! – serie TV, un episodio (1965)
- Le spie (I Spy) – serie TV, episodio 1x22 (1966)
- Ironside – serie TV, un episodio (1967)

## Doppiatori italiani
Nelle versioni italiane dei suoi film, William Leslie è stato doppiato da:
- Giuseppe Rinaldi in La lunga linea grigia, L'ultimo urrà
- Cesare Barbetti in Off limits proibito ai militari, Soldati a cavallo
- Gianfranco Bellini in Eternamente femmina
- Pino Locchi in Ape regina